# Großdechant
Großdechant ist ein kirchlicher Amtstitel der ehemaligen Grafschaft Glatz in Schlesien. Sie gehörte bis 1972 zum Erzbistum Prag.

## Geschichte des Amtstitels
Das Glatzer Gebiet, das 1459 durch den böhmischen König Georg von Podiebrad zur Grafschaft erhoben wurde, gehörte seit ältesten Zeiten unmittelbar zu Böhmen und kirchlich zum Bistum bzw. ab 1344 Erzbistum Prag. Nachdem die Grafschaft Glatz nach dem Ersten Schlesischen Krieg 1742 und endgültig nach dem Hubertusburger Frieden 1763 an Preußen gefallen war, versuchte der preußische König, sie aus ihrer Zugehörigkeit zur Prager Diözese zu lösen. Im Zuge dieser Maßnahmen wurde 1810 durch die preußische Regierung eigenmächtig – und ohne vorherige Zustimmung des Prager Erzbischofs – der Titel eines Großdechanten für die Grafschaft Glatz geschaffen, der auch durch sie ernannt wurde. Die Loslösung vom Erzbistum Prag ist der preußischen Regierung trotz großer Bemühungen nicht gelungen. Trotzdem blieb der Titel und das Amt des Großdechanten, den es in der katholischen Kirche nur einmal gibt, bestehen. 1821 gelang es der preußischen Regierung, stärkere Bindungen an das Bistum Breslau durchzusetzen. Der jeweilige Großdechant sollte zugleich Breslauer Ehrenkanoniker sein, und die Glatzer Priesteramtskandidaten durften nicht mehr am Prager Priesterseminar ausgebildet werden, sondern in Breslau, wo sie zunächst die Unterbringungskosten selbst aufbringen mussten. Erst durch die Bemühungen des Großdechanten Anton Ludwig stimmte die preußische Regierung einer finanziellen Unterstützung der angehenden Kleriker zu.
1920 wurde die Grafschaft Glatz durch den Prager Erzbischof František Kordač zu einem weitgehend selbständigen Generalvikariat erhoben. Das Amt des Generalvikars bekleidete der jeweilige Großdechant, der unmittelbar dem Prager Erzbischof, nicht jedoch der Prager Diözesankurie unterstand. Durch seine Funktion als Generalvikar erlangte er das Recht, an den Sitzungen der Deutschen Bischofskonferenz teilzunehmen.
Auch mit dem Übergang des Glatzer Landes nach dem Zweiten Weltkrieg 1945 an Polen blieben das Amt und der Titel des Großdechanten bestehen. Nachdem die deutsche Bevölkerung 1946 weitgehend vertrieben worden war, blieb Generalvikar Prälat Franz Monse, der ebenfalls das Unrecht der Vertreibung erlitten hatte, weiterhin Großdechant für die Heimatvertriebenen der Grafschaft Glatz. Mit der von ihm ins Leben gerufenen Wallfahrt nach Telgte bereitete er ihnen eine neue geistige Heimat.
Seit 1998 ist der Großdechant nicht mehr Mitglied der Bischofskonferenz. Sein Aufgabenbereich wird nunmehr durch den Visitator für Priester und Gläubige aus der Grafschaft Glatz wahrgenommen.
Mit der Verabschiedung des Großdechanten Franz Jung und der Zusammenlegung der Visitaturen Breslau und Branitz und Glatz zur Visitatur für ganz Schlesien im Jahr 2012 (Visitator Joachim Giela, Beauftragter der Deutschen Bischofskonferenz) wird der Titel des Großdechanten nicht mehr neu vergeben.

## Die Königlichen und Bischofsvikare, Großdechanten der Grafschaft Glatz

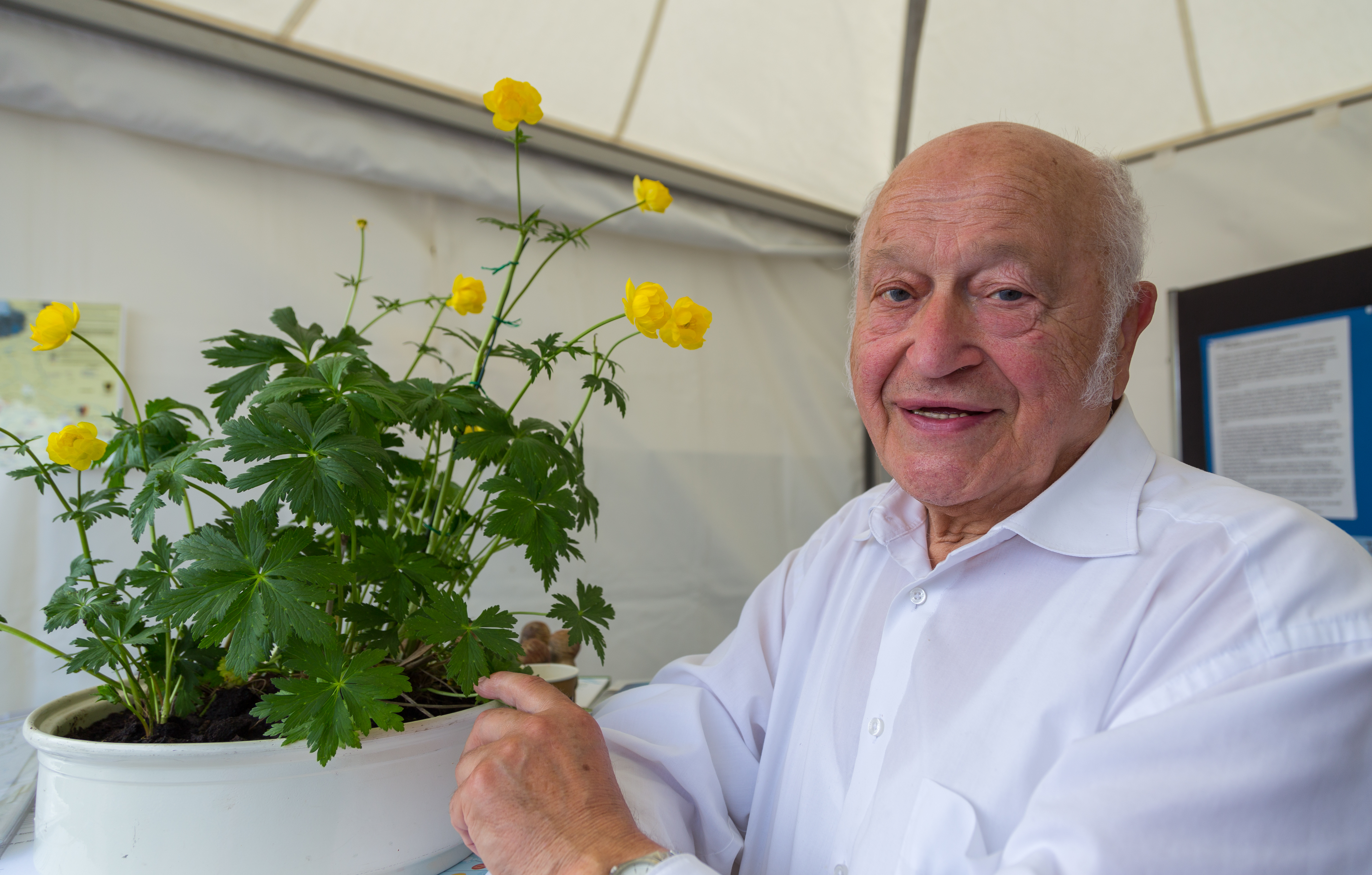
Der letzte Großdechant: Franz Jung.

- 1740–1749: Maximilian Joseph von Astfeld
- 1749–1754: Leopold Michael Aster (Amtsenthebung)
- 1763–1766: Christoph Josef Exner
- 1766–1767: Anton Rathsmann
- 1767–1808: Karl Winter
- 1809–1841: Joseph Knauer (erster Großdechant seit 1810, späterer Fürstbischof von Breslau)
- 1843–1845: Johann Joseph Harbig
- 1846–1868: Anton Ludwig
- 1869–1878: Vikar Franz Brand
- 1878–1881: Ernst Hoffmann als Administrator[2]
- 1881–1883: Franz Nitschke
- 1883–1889: Ernst Hoffmann
- 1889–1901: Prälat Ernst Mandel
- 1901–1909: Prälat Wilhelm Hohaus
- 1910–1920: Generalvikar Prälat Edmund Scholz
- 1921–1937: Generalvikar Prälat Franz Dittert
- 1938–1962: Generalvikar Prälat Franz Monse
- 1962–1977: Generalvikar, seit 1972 Kanonischer Visitator, Prälat Leo Christoph
- 1977–1983: Großdechant und kanonischer Visitator Paul Sommer
- 1983–2012: Großdechant und kanonischer Visitator, Prälat Franz Jung[1]